# Urfahr-Umgebung
Urfahr-Umgebung är ett distrikt (Bezirk) i det österrikiska  förbundslandet Oberösterreich. Dess huvudort är Linz som dock inte ingår i distriktet då den är en stad med egen statut, det vill säga en stadskommun där stadsförvaltningen även sköter distriktsuppgifterna. I norr gränsar distriktet till Tjeckien.
Distriktet bildades 1903 med namnet Urfahr efter dess dåvarande huvudort, staden Urfahr strax norr om Linz. 1919 inkorporerades staden Urfahr i staden Linz och distriktet bytte namn till det nuvarande, Urfahr-Umgebung ("Urfahrs omgivning"). Distriktets förvaltning finns dock kvar i stadsdelen Urfahr i Linz.
Distriktet delas in i tre stadskommuner, 13 köpingskommuner och elva kommuner:

Kommunerna i distriktet Urfahr-Umgebung

Stadskommuner (Stadtgemeinden):
- Bad Leonfelden
- Gallneukirchen
- Steyregg

Köpingskommuner (Marktgemeinden):
- Altenberg bei Linz
- Feldkirchen an der Donau
- Gramastetten
- Hellmonsödt
- Herzogsdorf
- Oberneukirchen
- Ottensheim
- Reichenau im Mühlkreis
- Reichenthal
- Schenkenfelden
- Vorderweißenbach
- Walding
- Zwettl an der Rodl

Kommuner (Gemeinden):
- Alberndorf in der Riedmark
- Eidenberg
- Engerwitzdorf
- Goldwörth
- Haibach im Mühlkreis
- Kirchschlag bei Linz
- Lichtenberg
- Ottenschlag im Mühlkreis
- Puchenau
- Sankt Gotthard im Mühlkreis
- Sonnberg im Mühlkreis